# Папуа (залив)
Папуа (на английски: Gulf of Papua) е голям залив в северозападната част на Коралово море, край югоизточния бряг на остров Нова Гвинея, като бреговете и акваторията му попадат в държавата Папуа Нова Гвинея.
Заливът Папуа се вдава на 150 km навътре в сушата, а ширината на входа му между южния нос от делтата на река Флай на запад до нос Саклинг (на 70 km на север от столицата Порт Морсби) на изток е 355 km. Максималната му дълбочина от 969 m се намира на входа му, а във вътрешността е плитководен. Площта му е около 35 000 km². Западните, северните и североизточните му брегове са ниски, плоски и силно заблатени, заети от мангрови гори, а източните – предимно високи и стръмни. Големи крайбрежни участъци са обградени от коралови рифове. В него чрез обширни делти се вливат пет от най-големите реки на Папуа Нова Гвинея – Флай, Пурари, Кикори, Турама и Таури. По бреговете му са разположени многочислени предимно малки рибарски селища, като най-големите са Кикори и Керема.